# Bewick (Northumberland)
Bewick – civil parish w Anglii, w hrabstwie Northumberland. Leży 60 km na północ od miasta Newcastle upon Tyne i 457 km na północ od Londynu. W 2001 roku civil parish liczyła 69 mieszkańców. W granicach civil parish leżą także New Bewick i Old Bewick.